# Quantification (logique)
Pour un caractère ressemblant à celui du quantificateur universel, voir Ɐ et Petite capitale a culbuté.
Pour les articles homonymes, voir Quantificateur.

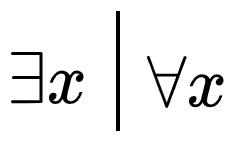
Symboles mathématiques des deux quantificateurs logiques les plus courants.

En mathématiques, les expressions « pour tout » (ou « quel que soit ») et « il existe », utilisées pour formuler des propositions mathématiques dans le calcul des prédicats, sont appelées des quantifications. Les symboles qui les représentent en langage formel sont appelés des quantificateurs (ou autrefois des quanteurs,).

## Quantification universelle
La quantification universelle (« pour tout … » ou « quel que soit … ») se dénote par le symbole {\displaystyle \forall } (un A à l'envers).
Exemple
La phrase notée symboliquement :
{\displaystyle \forall x\,P(x)}
se lit :
{\displaystyle {\text{Pour tout}}\,x\,P(x)}
et signifie :
« tout objet du domaine considéré possède la propriété {\displaystyle P} ».
La notation « {\displaystyle \forall } » a été utilisée pour la première fois, par Gerhard Gentzen en 1933 (publié en 1934). Le mot allemand alle signifiant « tout », il propose un « symbole (Zeichen) valant pour tout (für alle) ». Gentzen indique qu'il a choisi comme « symbole pour tout » (All-Zeichen) le A renversé par analogie avec le symbole « {\displaystyle \exists } » pour le quantificateur existentiel qu'il tient de Russell (qui lui-même l'a emprunté à Peano).

## Quantification existentielle
La quantification existentielle (« il existe un ... » au sens « il existe au moins un ... ») se note avec le signe {\displaystyle \exists } (le symétrique axial d'un E, c'est-à-dire, la lettre Ə majuscule). Plus précisément,
{\displaystyle \exists x\,P(x)}
signifie
{\displaystyle {\text{il existe au moins un}}\,x\,{\text{tel que}}\,P(x)} (un objet au moins du domaine considéré possède la propriété {\displaystyle P}).
Pour exprimer l'unicité en plus de l'existence, le signe utilisé est {\displaystyle \exists !} (le quantificateur existentiel suivi d'un point d'exclamation), plus précisément,
{\displaystyle \exists !x\,P(x)}
signifie
{\displaystyle {\text{il existe un unique }}x{\text{ tel que }}P(x)}, ou encore {\displaystyle {\text{il existe un et un seul }}x{\text{ tel que }}P(x)} (un objet exactement du domaine considéré possède la propriété {\displaystyle P}).
Ce dernier quantificateur se définit en calcul des prédicats égalitaire à partir des deux quantificateurs précédents (et de l'égalité), par exemple par
{\displaystyle \exists !x\,P(x)\equiv \exists x[P(x)\,{\text{et}}\,\forall y(P(y)\Longrightarrow y=x)]}
La notation {\displaystyle \exists } a tout d'abord été employée par Giuseppe Peano en 1897 dans le volume II de son Formulaire de mathématiques avec une syntaxe différente, le signe étant directement associé au prédicat ({\displaystyle \exists \ P} pour notre {\displaystyle \exists x\ P(x)}). Bertrand Russell l'utilise le premier de la façon actuelle, comme lieur de variable.

## Négation des quantificateurs
La négation de {\displaystyle \exists x\,P(x)} est 
{\displaystyle \neg \exists x\,P(x)}, soit : {\displaystyle \forall x\,\neg P(x)}.
La négation de {\displaystyle \forall x\,P(x)} est 
{\displaystyle \neg \forall x\,P(x)}, soit  {\displaystyle \exists x\,\neg P(x)} en logique classique, mais pas en logique intuitionniste.

## Ordre des quantificateurs
Pour une formule mise en forme prénexe, l'ordre des quantificateurs entre chaque bloc de quantificateurs identiques (donc bloc de quantificateurs existentiels ou bloc de quantificateur universels) est indifférent, la formule restant la même. Par contre, l'alternance des blocs de quantificateurs existentiels ou universels donne des formules bien distinctes dont la complexité logique s'observe notamment dans la hiérarchie arithmétique.

## Déduction naturelle
En déduction naturelle, Gerhard Gentzen présente les deux quantificateurs de la manière suivante :
|           | Règles d'introduction                | Règles d'élimination                                                                   |
| --------- | ------------------------------------ | -------------------------------------------------------------------------------------- |
| pour tout | {\displaystyle {F \over \forall xF}} | {\displaystyle {\forall xF \over F}}                                                   |
| il existe | {\displaystyle {F \over \exists xF}} | {\displaystyle {\exists xF\quad {\begin{array}{c}[F]\\\vdots \\q\end{array}} \over q}} |

## Exemples
Si l'on prend un groupe de chats noirs, on peut dire que quel que soit le chat que l'on choisit dans ce groupe, il sera noir :
{\displaystyle \forall ~{\text{chat dans ce groupe,}}{\text{la couleur du chat est noire}}}
Si, dans un groupe de chats noirs, il y a quelques chats blancs (resp. un seul), on peut dire qu'il existe un (resp. un unique) chat de couleur blanche dans ce groupe :
{\displaystyle \exists ~\left({\text{resp.}}\,\exists !\right)~{\text{chat dans ce groupe, la couleur du chat est blanche}}}

## Représentation des quantificateurs en Unicode, HTML et LaTeX
|           | Symbole | Unicode | HTML     | LaTeX   |
| --------- | ------- | ------- | -------- | ------- |
| pour tout | ∀       | U+2200  | &forall; | \forall |
| il existe | ∃       | U+2203  | &exist;  | \exists |